# Тарасьево (Вологодская область)
Тарасьево — деревня в Вашкинском районе Вологодской области.
Входит в состав Киснемского сельского поселения, с точки зрения административно-территориального деления — в Киснемский сельсовет.
Расстояние по автодороге до районного центра Липина Бора — 26,5 км, до центра муниципального образования села Троицкое — 2,5 км. Ближайшие населённые пункты — Аксентьево, Дудрово, Ляпино, Монастырская, Москвино, Рогалево, Сидорово, Троицкое.
По переписи 2002 года население — 42 человека (22 мужчины, 20 женщин). Преобладающая национальность — русские (98 %).